# Österreich-Rundfahrt 2010
L'Österreich-Rundfahrt 2010, sessantaduesima edizione della corsa, si svolse dal 4 all'11 luglio su un percorso di 1145 km ripartiti in 8 tappe, con partenza da Dornbirn e arrivo a Vienna. Fu vinto dall'italiano Riccardo Riccò della Ceramica Flaminia davanti allo spagnolo Sergio Pardilla e all'italiano Emanuele Sella.

## Tappe
| Tappa  | Data      | Percorso                                                  | km    | Vincitore di tappa   | Leader cl. generale |
| ------ | --------- | --------------------------------------------------------- | ----- | -------------------- | ------------------- |
| 1ª     | 4 luglio  | Dornbirn > Bludenz                                        | 157,9 | André Greipel        | André Greipel       |
| 2ª     | 5 luglio  | Landeck > Horn                                            | 173,9 | Riccardo Riccò       | Riccardo Riccò      |
| 3ª     | 6 luglio  | Kitzbühel > Lienz                                         | 135,5 | Leonardo Bertagnolli | Riccardo Riccò      |
| 4ª     | 7 luglio  | Lienz > Großglockner                                      | 146,2 | Riccardo Riccò       | Riccardo Riccò      |
| 5ª     | 8 luglio  | Bleiburg > Deutschlandsberg                               | 150,3 | Nick Nuyens          | Riccardo Riccò      |
| 6ª     | 9 luglio  | Deutschlandsberg > Laxenburg                              | 231,8 | André Greipel        | Riccardo Riccò      |
| 7ª     | 10 luglio | Podersdorf am See > Podersdorf am See (cron. individuale) | 26,3  | Joost Posthuma       | Riccardo Riccò      |
| 8ª     | 11 luglio | Podersdorf am See > Vienna                                | 122,8 | Graeme Brown         | Riccardo Riccò      |
| Totale | Totale    | Totale                                                    | 1145  |                      |                     |

## Dettagli delle tappe

### 1ª tappa
- 4 luglio: Dornbirn > Bludenz – 157,9 km

| Pos. | Corridore     | Squadra      | Tempo    |
| ---- | ------------- | ------------ | -------- |
| 1    | André Greipel | HTC-Columbia | 3h38'38" |
| 2    | Ben Swift     | Sky          | s.t.     |
| 3    | Graeme Brown  | Rabobank     | s.t.     |

| Pos. | Corridore     | Squadra      | Tempo    |
| ---- | ------------- | ------------ | -------- |
| 1    | André Greipel | HTC-Columbia | 3h38'28" |
| 2    | Ben Swift     | Sky          | a 4"     |
| 3    | Graeme Brown  | Rabobank     | a 6"     |

### 2ª tappa
- 5 luglio: Landeck > Horn – 173,9 km

| Pos. | Corridore       | Squadra           | Tempo    |
| ---- | --------------- | ----------------- | -------- |
| 1    | Riccardo Riccò  | Ceramica Flaminia | 4h24'22" |
| 2    | Emanuele Sella  | CarmioOro-NGC     | a 53"    |
| 3    | Sergio Pardilla | CarmioOro-NGC     | s.t.     |

| Pos. | Corridore       | Squadra           | Tempo    |
| ---- | --------------- | ----------------- | -------- |
| 1    | Riccardo Riccò  | Ceramica Flaminia | 8h02'50" |
| 2    | Emanuele Sella  | CarmioOro-NGC     | a 57"    |
| 3    | Sergio Pardilla | CarmioOro-NGC     | a 59"    |

### 3ª tappa
- 6 luglio: Kitzbühel > Lienz – 135,5 km

| Pos. | Corridore            | Squadra       | Tempo    |
| ---- | -------------------- | ------------- | -------- |
| 1    | Leonardo Bertagnolli | Androni Gioc. | 3h24'09" |
| 2    | Ruslan Pidhornyj     | ISD-Neri      | s.t.     |
| 3    | Egor Silin           | Katusha       | s.t.     |

| Pos. | Corridore       | Squadra           | Tempo     |
| ---- | --------------- | ----------------- | --------- |
| 1    | Riccardo Riccò  | Ceramica Flaminia | 11h27'39" |
| 2    | Emanuele Sella  | CarmioOro-NGC     | a 57"     |
| 3    | Sergio Pardilla | CarmioOro-NGC     | a 59"     |

### 4ª tappa
- 7 luglio: Lienz > Großglockner – 146,2 km

| Pos. | Corridore       | Squadra           | Tempo    |
| ---- | --------------- | ----------------- | -------- |
| 1    | Riccardo Riccò  | Ceramica Flaminia | 3h40'35" |
| 2    | Sergio Pardilla | CarmioOro-NGC     | a 41"    |
| 3    | Emanuele Sella  | CarmioOro-NGC     | s.t.     |

| Pos. | Corridore       | Squadra           | Tempo     |
| ---- | --------------- | ----------------- | --------- |
| 1    | Riccardo Riccò  | Ceramica Flaminia | 15h08'04" |
| 2    | Emanuele Sella  | CarmioOro-NGC     | a 1'44"   |
| 3    | Sergio Pardilla | CarmioOro-NGC     | s.t.      |

### 5ª tappa
- 8 luglio: Bleiburg > Deutschlandsberg – 150,3 km

| Pos. | Corridore         | Squadra  | Tempo    |
| ---- | ----------------- | -------- | -------- |
| 1    | Nick Nuyens       | Rabobank | 3h37'37" |
| 2    | Giovanni Visconti | ISD-Neri | s.t.     |
| 3    | Egor Silin        | Katusha  | a 4"     |

| Pos. | Corridore       | Squadra           | Tempo     |
| ---- | --------------- | ----------------- | --------- |
| 1    | Riccardo Riccò  | Ceramica Flaminia | 18h45'58" |
| 2    | Emanuele Sella  | CarmioOro-NGC     | a 1'44"   |
| 3    | Sergio Pardilla | CarmioOro-NGC     | s.t.      |

### 6ª tappa
- 9 luglio: Deutschlandsberg > Laxenburg – 231,8 km

| Pos. | Corridore      | Squadra      | Tempo    |
| ---- | -------------- | ------------ | -------- |
| 1    | André Greipel  | HTC-Columbia | 5h42'54" |
| 2    | Robert Förster | Milram       | s.t.     |
| 3    | Ben Swift      | Sky          | s.t.     |

| Pos. | Corridore       | Squadra           | Tempo     |
| ---- | --------------- | ----------------- | --------- |
| 1    | Riccardo Riccò  | Ceramica Flaminia | 24h28'55" |
| 2    | Emanuele Sella  | CarmioOro-NGC     | a 1'44"   |
| 3    | Sergio Pardilla | CarmioOro-NGC     | a 1'48"   |

### 7ª tappa
- 10 luglio: Podersdorf am See > Podersdorf am See (cron. individuale) – 26,3 km

| Pos. | Corridore       | Squadra      | Tempo  |
| ---- | --------------- | ------------ | ------ |
| 1    | Joost Posthuma  | Rabobank     | 30'47" |
| 2    | Patrick Gretsch | HTC-Columbia | a 11"  |
| 3    | Artem Ovechkin  | Katusha      | a 40"  |

| Pos. | Corridore       | Squadra           | Tempo     |
| ---- | --------------- | ----------------- | --------- |
| 1    | Riccardo Riccò  | Ceramica Flaminia | 25h02'36" |
| 2    | Sergio Pardilla | CarmioOro-NGC     | a 38"     |
| 3    | Emanuele Sella  | CarmioOro-NGC     | a 1'49"   |

### 8ª tappa
- 11 luglio: Podersdorf am See > Vienna – 122,8 km

| Pos. | Corridore      | Squadra      | Tempo    |
| ---- | -------------- | ------------ | -------- |
| 1    | Graeme Brown   | Rabobank     | 2h32'54" |
| 2    | Robert Förster | Milram       | s.t.     |
| 3    | André Greipel  | HTC-Columbia | s.t.     |

| Pos. | Corridore       | Squadra           | Tempo     |
| ---- | --------------- | ----------------- | --------- |
| 1    | Riccardo Riccò  | Ceramica Flaminia | 27h35'30" |
| 2    | Sergio Pardilla | CarmioOro-NGC     | a 38"     |
| 3    | Emanuele Sella  | CarmioOro-NGC     | a 1'49"   |

## Classifiche finali

### Classifica generale
| Pos. | Corridore       | Squadra                       | Tempo     |
| ---- | --------------- | ----------------------------- | --------- |
| 1    | Riccardo Riccò  | Ceramica Flaminia             | 27h35'30" |
| 2    | Sergio Pardilla | CarmioOro-NGC                 | a 38"     |
| 3    | Emanuele Sella  | CarmioOro-NGC                 | a 1'49"   |
| 4    | Tiago Machado   | Team RadioShack               | a 2'31"   |
| 5    | Artem Ovechkin  | Team Katusha                  | a 2'34"   |
| 6    | Vladimir Gusev  | Team Katusha                  | a 3'48"   |
| 7    | Stefan Denifl   | Cervélo TestTeam              | a 4'17"   |
| 8    | Morris Possoni  | Sky Professional Cycling Team | a 4'28"   |
| 9    | Ben Hermans     | Team RadioShack               | a 5'04"   |
| 10   | Pieter Weening  | Rabobank                      | a 5'07"   |